# Pagurapseudes spinipes
Pagurapseudes spinipes är en kräftdjursart som beskrevs av Thomas Whitelegge 1901. Pagurapseudes spinipes ingår i släktet Pagurapseudes och familjen Pagurapseudidae. Inga underarter finns listade i Catalogue of Life.